# Zwammenmot
De zwammenmot (Triaxomera parasitella) is een vlinder uit de familie Tineidae, de echte motten. De spanwijdte van de vlinder bedraagt 16 tot 21 millimeter.

## Rups
De rups van de zwammenmot leeft van paddenstoelen, zoals elfenbankje en mogelijk ook van dood hout.

## Voorkomen in Nederland en België
De zwammenmot is in Nederland en in België een vrij algemene soort, die verspreid over het hele gebied kan worden gezien. De soort vliegt van april tot juli, met uitschieters tot in september.